# لیگ خودشان
لیگ خودشان (به انگلیسی: A League of Their Own) فیلمی محصول سال۱۹۹۲ و به کارگردانی پنی مارشال است. در این فیلم بازیگرانی همچون تام هنکس، جینا دیویس، مدونا، لوری پتی، جان لاویتس، دیوید استراترن، گری مارشال، بیل پولمن، روزی اودانل، آن رمزی، مگان کاوانا، تریسی رینر، بیتی شرم، ان کیوسک، جنت جونز، تیا لئونی، دن اس. دیویس، ادی جونز، مارک هولتون ایفای نقش کرده‌اند.